# Anton Seitz (konstnär)
Anton Seitz, född den 23 januari 1829 i Roth am Sand vid Nürnberg, död den 27 november 1900 i München, var en tysk målare.
Seitz, som huvudsakligen fick sin utbildning och var verksam i München, målade en mängd fint och säkert utförda små genrebilder med ämnen från samtidens småborgar- och bondeliv. I Tyskland älskar man — på grund av hela hans framställningssätt — att kalla honom "Tysklands Meissonier". Kända arbeten är Kapucinmunk (1883, Leipzigs museum), Farande svenner (Münchens nya pinakotek), Tiggarmusikanten och hans dotter, Kägelbana (1866), Dilettantkvartett et cetera.